# 全球网络倡议
全球网络倡议（英語：Global Network Initiative，GNI）是一個國際性非政府組織，旨在保护和促进信息与通信技术的言论自由和隐私权。该倡议诞生于《世界人权宣言》成立六十周年之际，包括Google、微软在内的一些全球性IT企业也都加入了该项倡议。